# Inundaciones en Sudán de 2020
Las inundaciones en Sudán comenzaron en agosto de 2020, cuando se produjeron intensas lluvias en el país que desembocaron en inundaciones que provocaron una crecida considerable del Nilo Azul, con un ascenso de las aguas de casi dieciocho metros, siendo una situación que no se daba en los últimos cien años. Los daños afectaron a diecisiete estados del país.
El gobierno de Sudán declaró el día 5 de septiembre el estado de emergencia durante tres meses. Además de los daños a viviendas y otros edificios, el patrimonio arqueológico e histórico se ha visto amenazado, como las famosas pirámides de Meroe.